# Ramshir
Rāmshīr (farsi رامشیر), conosciuta anche come Khalaf Abād (خلف آبادی ), è il capoluogo dello shahrestān di Ramshir, circoscrizione Centrale, nella provincia del Khūzestān. Aveva, nel 2006, una popolazione di 24.782 abitanti.